# Trockenrasen Groß Pinnow
Der Trockenrasen Groß Pinnow ist ein 47,73 ha großes Naturschutzgebiet im Landkreis Uckermark in Brandenburg. Es liegt bei Groß Pinnow, einem Ortsteil der Gemeinde Hohenselchow-Groß Pinnow. 
Das Trockenrasengebiet steht seit dem 1. Februar 1997 unter Naturschutz.